# 馬紹爾章克申 (加利福尼亞州)
馬紹爾章克申（英語：Marshall Junction）是位於美國加利福尼亞州弗雷斯諾縣的一個非建制地區。該地的面積和人口皆未知。

## 地理
馬紹爾章克申的座標為37°00′50″N 119°34′08″W / 37.01389°N 119.56889°W，而該地的平均海拔高度為373米（即1224英尺）。